# Propriété Powerscourt
La propriété Powerscourt (en anglais : Powerscourt Estate, en irlandais : Eastát Chúirt an Phaoraigh), située près d'Enniskerry dans le comté de Wicklow en Irlande, est une vaste propriété de campagne composée d'une demeure de style palladien et de jardins occupant 19 hectares. La demeure, à l'origine château du XIIIe siècle, a été en grande partie modifiée entre 1731 et 1741 par l'architecte allemand Richard Cassels. Un incendie l'a ravagée en 1974 avant d'être rénovée en 1996. Elle est actuellement la propriété de la famille Slazenger et constitue une attraction touristique populaire, avec un parcours de golf, la manufacture textile d'Avoca Handweavers et un hôtel de luxe. La cascade Powerscourt, la plus haute de l'île, est également située sur la propriété.

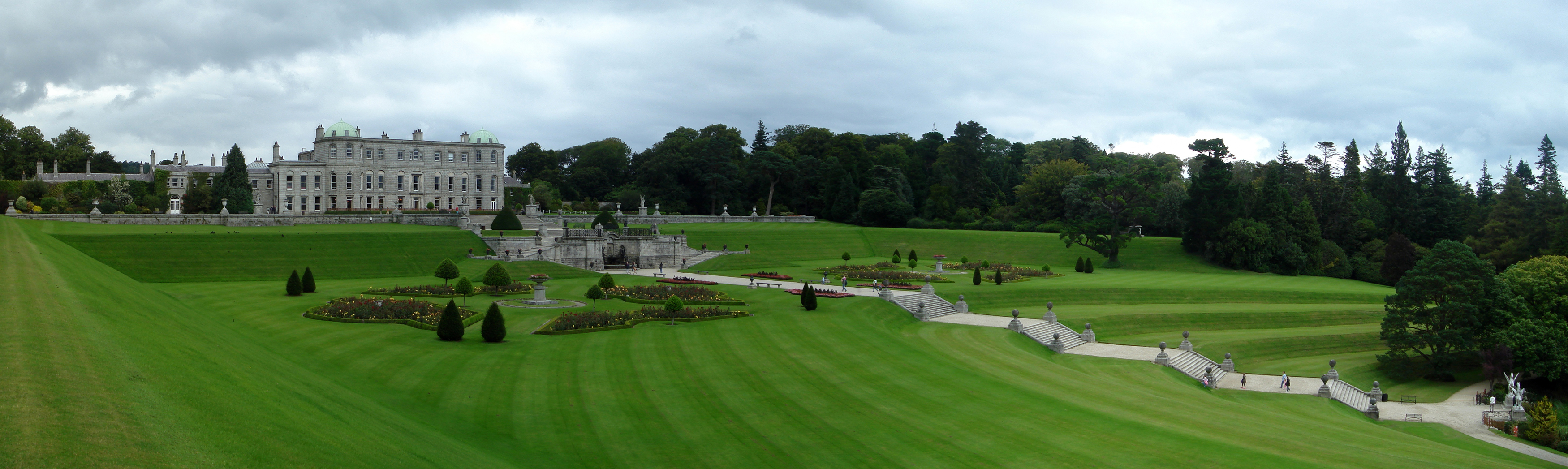
Vue panoramique de la propriété.